# 승마

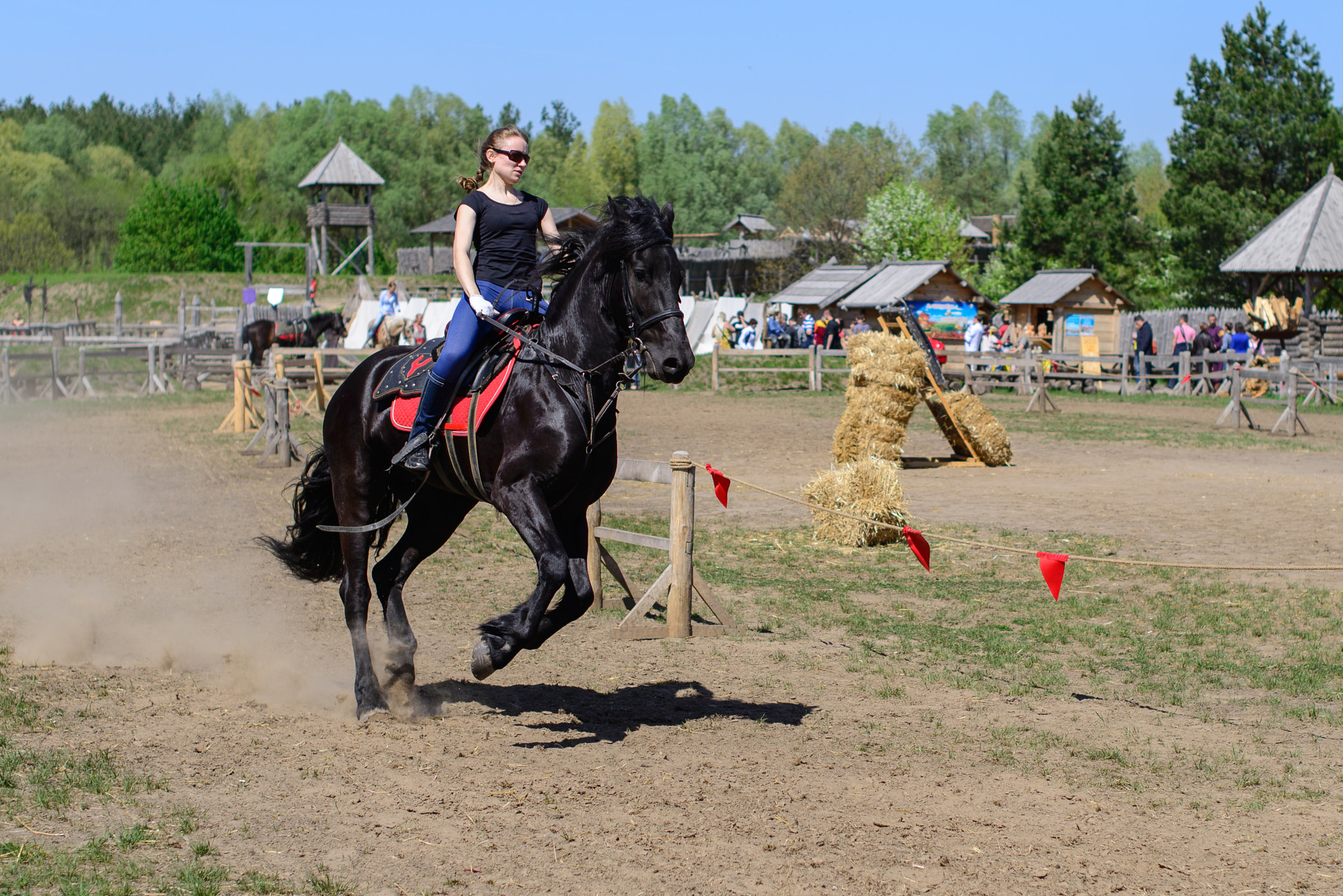
승마를 하는 모습

승마(乘馬)는 광의로는 말을 타는 행위 전반(영어: Equestrianism, horse riding)을 의미하며, 협의로는 근대 마술을 의미한다. 또한 승용에 사용되는 말 (승용마) 자체도 가리킨다. 말을 타고, 부리고, 장애물을 넘게 하는 활동을 가리킨다. 여기에는 실용적인 용도의 작업을 위한 것이나 놀이를 위한 것, 예술 및 문화적 활동, 스포츠 경기로서의 승마가 모두 포함된다.

## 경기 종류

### 장애물 비월 경기
장애물 비월 경기는 마장마술 경기처럼 주관적인 채점을 하지 않고 규정에 의한 채점 방식에 따라 점수가 나오며, 말과 선수가 각종의 조건하에 설치된 장애물을 어떻게 비월하느냐를 심사하는 경기이다. 경기의 진행은 선수가 입장하여 출발신호가 울리면 출발선을 지나 일정한 순서대로 설치된 장애물을 비월한 후 도착선을 통과할 때까지 장애물의 낙하, 거부, 시간 초과 등의 과실을 범하였을 경우 감점을 합산하여 최소 감점자 또는 최고 득점자를 가려 순위를 정하게 된다. 이때 선수가 낙마, 즉 말 위에서 떨어지게 되면 실격 처리가 된다. 그러므로 마장마술 경기의 예술성보다는 힘과 기를 필요로 하는 경기이다.

### 종합마술
종합마술(綜合馬術)은 한 선수가 한 마리의 말을 가지고 3일 동안 경기를 치른다. 첫날은 마장마술, 둘째 날은 크로스컨트리(야외기승), 셋째 날은 장애물 경기를 실시한 뒤 3일간의 점수를 합산하여 최종 순위를 결정한다. 첫날과 셋째 날의 경기는 일반 마장마술이나 장애물 경기와 실시요령이 같다. 둘째 날의 크로스컨트리경기는 야외부 정지기승이라고 하는데, 종합마술경기에서 가장 험하고 힘든 구간이다. 언덕 또는 내리막길에 굵은 통나무로 고정시켜 설치해 놓은 장애물과 도랑, 둑 등이 있어 이것을 넘으며 주행하는 구간이다. 이 구간에서는 선수와 말의 부상도 많이 발생하므로 선수와 말 모두에게 용기와 기량이 요구된다.

### 지구력 승마
지구력 승마(Endurance riding)는 말의 상태를 최상으로 유지하며 장거리를 완주하는 승마 스포츠다. FEI(국제승마연맹)에서 인정하는 국제 대회 중 하나로 유럽, 호주, 중동 등 전세계에서 인기리에 치러지고 있다. 단순한 스피드 레이싱이 아니라 코스, 거리, 기후, 지형 및 시간을 고려하여 출전 마필의 체력과 건강 상태를 안정적으로 관리하는 선수의 능력과 마필과의 호흡을 평가하는 경기이다. 출전 마필과 선수의 안전에 최우선 가치를 두는 종목이기에 코스 일정구간 마다 수의검진을 통과해야 경기를 이어갈 수 있다. 또한 안전한 경기 운영을 위해 의무휴식시간을 가지며, 완주 후 출전 마필의 심박수가 대회의 기준(예: 20분 내 64bpm) 을 넘지 않아야 기록을 인정받을 수 있다. 원데이 이벤트로는 통상적으로 40km, 80km 등 최대 160Km까지 대회가 열리며 국제 대회 최장 코스는 240km이다.

## 재활승마
신체적, 정신적 장애인이 승마를 통하여 심신을 회복하고, 건강한 사회 생활을 할 수 있게 하는 일종의 스포츠 재활 요법이다.

## 승용마
승용마는 승용에 사용되는 모든 말을 가리킨다.

## 경기 시설과 용구
- 경기장: 60m×20m의 장방형으로, 다른 경기에 비해 매우 넓은 면적을 필요로 하는데, 흔히 잔디나 모래가 깔린 마장을 이용한다. 둘레에 높이 20-25cm의 목책을 세우고, 목책과 관람석 사이는 대개 20m 이상 떨어지게 해야 한다.
- 승마복: 사람마다 약간씩 다른데, 대체로 안장과 부딪치면서 생기는 자극으로부터 다리를 보호할 수 있는 옷이 좋다. 또한 등자(말을 타고 앉을 때 두 발을 딛는 장치)에서 발이 미끄러지지 않도록 막아주는 신발을 신고 머리를 보호할 수 있는 모자를 쓴다.
- 박차: 말에게 신호를 하거나 빨리 달리게 할 때 사용하는데 신발 뒤꿈치에 톱니처럼 달려 있다. 연습용 박차는 작고 무딘 톱니가 달려 있거나 톱니가 없으며, 경주용 박차는 말에 쉽게 닿을 수 있도록 안쪽에 톱니가 달려 있다.
- 채찍: 일종의 신호를 전하는 도구로, 말에게 고통을 주지 않는 것이 좋다.
- 안장: 영국식 안장은 밑깔개가 있어 편안하며 서부식보다 평평하고 가벼워 경주, 장애물넘기, 승마쇼를 비롯한 스포츠나 오락용 승마에 사용된다. 그리고 서부식 안장은 등자가 넓고 안장머리에 뿔 같은 것이 달려 끈으로 단단히 묶게 되어 있다.
- 굴레: 말을 통제할 수 있도록 가죽끈과 쇳조각으로 만들어 말의 입과 머리에 끼운다.

## 같이 보기
- 올림픽 경기 종목